# Quimper–Cornouaille repülőtér
A Quimper–Cornouaille repülőtér (IATA: UIP, ICAO: LFRQ) egy nemzetközi repülőtér Franciaországban, Quimper közelében. Éves utasforgalma 18 764 fő (2022).

## Kifutók
A repülőtér futópályái:
- 10/28 (2150 m, 45 m, aszfalt)

## Forgalom
Az utasforgalom az elmúlt években az alábbi módon változott:
| Utasok száma | 148 804 | 145 706 | 135 318 | 139 356 | 115 350 | 110 646 | 99 673 | 82 158 | 57 203 | 18 764 |
|              | 1997    | 2001    | 2003    | 2006    | 2009    | 2011    | 2014   | 2017   | 2019   | 2022   |

## Légitársaságok és uticélok
| Légitársaság     | Célállomások            |
| ---------------- | ----------------------- |
| Air France       | Szezonális: Figari      |
| British Airways  | Szezonális: London–City |
| Chalair Aviation | Párizs–Orly             |